# Homer the Moe
«Homer the Moe» (с англ. — «Гомер - Мо») — третий эпизод тринадцатого сезона мультсериала «Симпсоны».
Премьера на телеканале Fox состоялась 18 ноября 2001 года.

## Сюжет
Мо уезжает в свою старую школу барменов и оставляет Гомера за главного. По возвращении он придает старому бару новый вид — видеоинсталляции, табуреты закреплены на потолке, а вместо пива «Дафф» подаётся малайзийское пиво из соевого соуса. Гомер не в восторге и открывает у себя в гараже свой собственный бар. Мо говорит, что это незаконно, и серьёзно ссорится с Гомером…
Гомер заманивает на выступление в свой бар-гараж группу R.E.M., уверив музыкантов, что это акция по спасению тропических лесов. Далее в мультфильме демонстрируется исполнение фрагмента известного хита R.E.M. It’s the End of the World as We Know It. Гомер с друзьями, подпевая, энергично танцуют. Когда обман раскрывается, Майкл Стайп в ярости разбивает бутылку, намереваясь напасть на Гомера с получившейся «розочкой», но Питер Бак и Майкл Миллз хватают его за руки со словами: «Это не стиль R.E.M !». Внезапно успокоившийся Стайп соглашается с ними и аккуратно сметает осколки бутылки в совок, высыпая их в мусорную корзину, после чего предлагает просто уйти. В финале серии участники группы присутствуют на торжественном обеде в таверне Мо, на котором все угощаются приготовленной музыкантами индейкой «полностью из сои». Майкл Стайп демонстративно наслаждается соевым творогом, что, однако, мало вдохновляет сидящего рядом Барта. Гомер в знак примирения кладёт немного денег в банку для чаевых, которую сделал Мо.